# برايس تايلور (كرة سلة)
برايس تايلور (بالإنجليزية: Bryce Taylor)‏ مواليد 27 سبتمبر 1986 في لوس أنجلوس، هو لاعب كرة سلة أمريكي. بدأ مسيرته الاحترافية في سنة 2008. يلعب مع فريق بايرن ميونخ. يحمل الرقم 44. لعب كرة السلة الجامعية في جامعة أوريغون.

## المسيرة الاحترافية
لعب مع سوتور باسكت مونتيجرانارو في موسم 2008–2009، ثم لعب مع تليكوم باسكتس بون في الدوري الألماني في موسم 2009–2010، ثم لعب مع ألبا برلين من سنة 2010 إلى 2012، ثم لعب مع أرتلاند دراغونز في الدوري الألماني في موسم 2012–2013، ثم لعب مع بايرن ميونخ لكرة السلة في سنة 2013.

## إحصائيات المسيرة

### الدوري الأوروبي
| السنة   | الفريق                 | لعب | بدأ | دقيقة | ميداني% | ثلاثية | حرة  | ارتداد | صنع | استلاب | تصدي | نقطة | أداء |
| ------- | ---------------------- | --- | --- | ----- | ------- | ------ | ---- | ------ | --- | ------ | ---- | ---- | ---- |
| 2013–14 | بايرن ميونخ لكرة السلة | 22  | 11  | 23.4  | .463    | .510   | .900 | 3.5    | 1.2 | 1.1    | .0   | 8.5  | 7.7  |
| 2014–15 | بايرن ميونخ لكرة السلة | 2   | 1   | 19.3  | .286    | .500   | .833 | 3.0    | 1.5 | 1.0    | .5   | 5.5  | 8.5  |
| المسيرة |                        | 24  | 12  | 23.1  | .454    | .509   | .889 | 3.4    | 1.2 | 1.1    | .0   | 8.2  | 7.8  |

## روابط خارجية
- برايس تايلور على موقع الدوري الأوروبي لكرة السلة (الإنجليزية)
- برايس تايلور على موقع كرة السلة الأوروبية.كوم (الإنجليزية)
- برايس تايلور على موقع كلية كرة السلة في سبورتس رفرنس.كوم (الإنجليزية)
- برايس تايلور على موقع ريلجم (الإنجليزية)
- برايس تايلور على موقع بروبوليرز (الإنجليزية)
- برايس تايلور على موقع سبورتس رفرنس (الإنجليزية)